# Carl Steinacker
Carl Steinacker (Leipzig, 1789 - 1815) fou un pianista i compositor alemany.
Estudià a Viena, i abans de complir els vint anys es donà a conèixer per algunes obres que denotaven un verdader talent musical. Desgraciadament, la guerra interrompé la seva carrera i hagué de prendre part en les campanyes de 1813-14, on va contraure una malaltia que el portà al sepulcre en poc temps.
Va compondre les òperes Hass und Liebe i La Vedette, una gran sonata per a piano, fantasies, poloneses, valsos i cors.